# Suchá Rudná - zlatý lom
Suchá Rudná - zlatý lom este o arie protejată (arie specială de conservare — SAC, sit de importanță comunitară — SCI) din Republica Cehă întinsă pe o suprafață de 3,33 ha, integral pe uscat.

## Localizare
Centrul sitului Suchá Rudná - zlatý lom este situat la coordonatele 50°03′55″N 17°21′27″E / 50.065278°N 17.3575°E.

## Înființare
Situl Suchá Rudná - zlatý lom a fost declarat sit de importanță comunitară în aprilie 2005 pentru a proteja 1 specie de animale. Situl a fost protejat și ca arie specială de conservare în iulie 2012.

## Biodiversitate
Situată în ecoregiunea continentală, aria protejată nu include niciun habitat protejat.
La baza desemnării sitului se află o specie protejată de  amfibieni: triton cu creastă (Triturus cristatus).